# Heinrich Petri

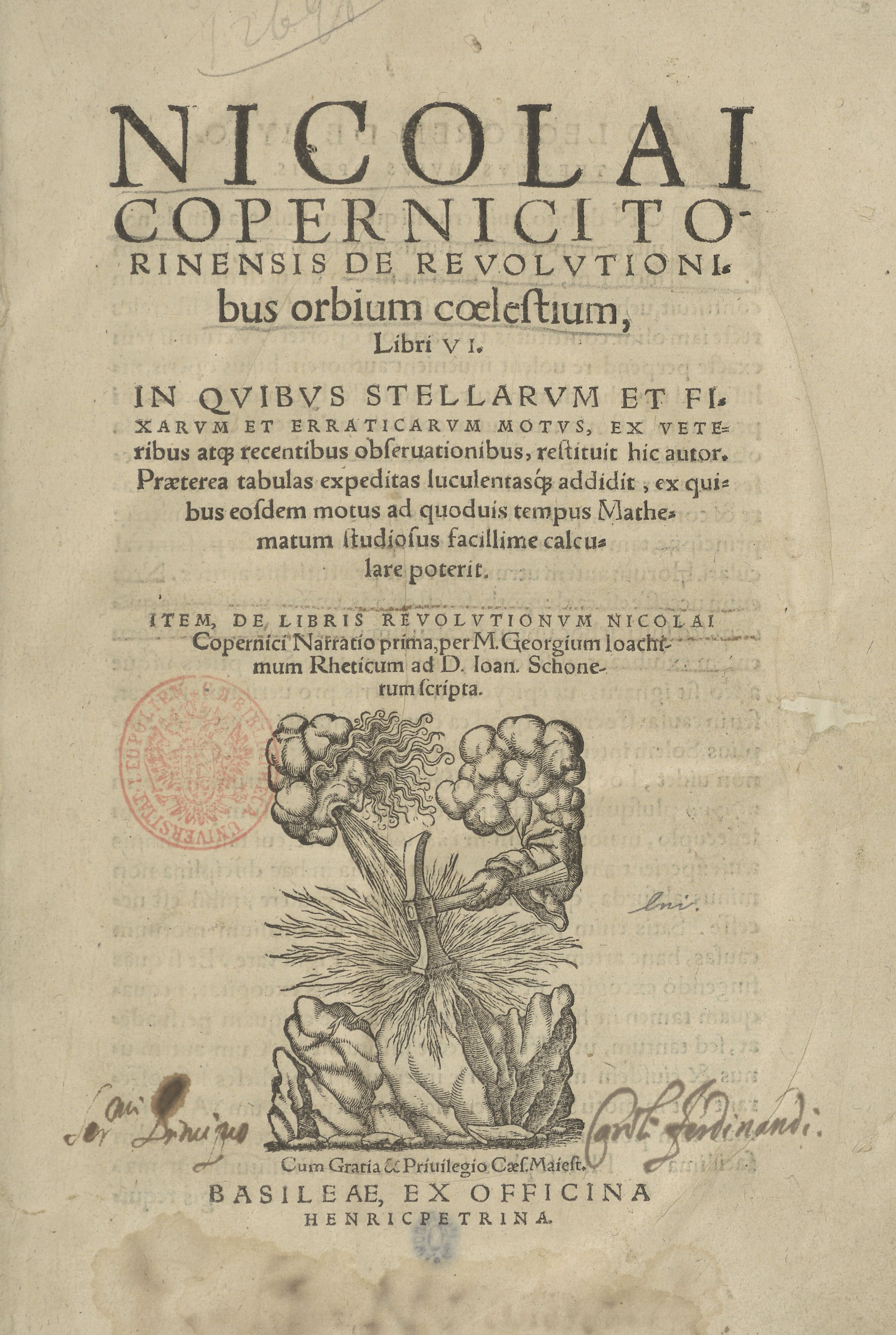
Strona tytułowa drugiego wydania dzieła Kopernika z 1566 r. wydanego w Bazylei w Henricpetrinie'

Heinrich Petri także Henricus Petrus (1508–1579) – szwajcarski drukarz, syn Adama Petri (1454-1527) oraz Anny Selber. Po śmierci ojca, od 1530 r., pasierb Sebastiana Münstera prowadził odziedziczony po ojcu warsztat w Bazylei gdzie zajmował się drukowaniem przygotowywanych przez Münstera materiałów. Oprócz tego drukował też zlecone prace astronomiczne (w 1566 przygotował drugie wydanie De revolutionibus orbium coelestium Mikołaja Kopernika) oraz medyczne. Zaliczany jest do najbardziej wykształconych drukarzy XVI w. W 1556 roku, został nobilitowany i zmienił nazwisko na Henric-Petri a jego oficyna odtąd nazywała się Henricpetrina. Oficynę odziedziczyli jego synowie Sykstus i Sebastian. Po ich śmierci w 1628 r. Henricpetrina zakończyła swą działalność.